# Antas
Antas là một đô thị thuộc tỉnh Almería, ở cộng đồng tự trị Andalusia, Tây Ban Nha. Đô thị này có diện tích 100 km², dân số năm 2018 là 3169 người.

## Biến động dân số
| 1999  | 2000  | 2001  | 2002  | 2003  | 2004  | 2005  |
| ----- | ----- | ----- | ----- | ----- | ----- | ----- |
| 2,677 | 2,729 | 2,844 | 2,925 | 3,026 | 3,101 | 3,223 |

Nguồn: INE (Tây Ban Nha)